# Усечённая семиугольная мозаика
| Усечённая семиугольная мозаика | Усечённая семиугольная мозаика                   |
| ------------------------------ | ------------------------------------------------ |
|                                |                                                  |
| Тип                            | Однородная гиперболическая мозаика               |
| Конфигурация вершины           | 3.14.14                                          |
| Символ Шлефли                  | t{7,3}                                           |
| Символ Витхоффа                | 2 3 \| 7                                         |
| Симметрии                      | [7,3], (*732)                                    |
| Диаграммы Коксетера — Дынкина  | node_1 · 7 · node_1 · 3 · node                   |
| Двойственная мозаика           | трижды разделённая треугольная мозаика порядка 7 |
| Свойства                       | изогональная                                     |

Усечённая семиугольная мозаика — это полуправильная мозаика на гиперболической плоскости. 
Мозаика имеет один треугольник и два четырнадцатиугольника в каждой вершине. 
Мозаика имеет символ Шлефли t{7,3} и конфигурацию вершин 3.14.14.

## Двойственная мозаика
Двойственная мозаика называется трижды разделённой треугольной мозаикой порядка 7, которая рассматривается как треугольная мозаика порядка 7, 
в которой каждый треугольник разрезан на три из центральной точки.

## Связанные многогранники и мозаики
Эта гиперболическая мозаика топологически является частью последовательности однородных усечённых многогранников с 
конфигурациями вершин (3.2n.2n) и симметрией [n,3] группы Коксетера.
| Варианты симметрии *n32 усечённых мозаик: 3.2n.2n | Варианты симметрии *n32 усечённых мозаик: 3.2n.2n | Варианты симметрии *n32 усечённых мозаик: 3.2n.2n | Варианты симметрии *n32 усечённых мозаик: 3.2n.2n | Варианты симметрии *n32 усечённых мозаик: 3.2n.2n | Варианты симметрии *n32 усечённых мозаик: 3.2n.2n | Варианты симметрии *n32 усечённых мозаик: 3.2n.2n | Варианты симметрии *n32 усечённых мозаик: 3.2n.2n | Варианты симметрии *n32 усечённых мозаик: 3.2n.2n | Варианты симметрии *n32 усечённых мозаик: 3.2n.2n | Варианты симметрии *n32 усечённых мозаик: 3.2n.2n | Варианты симметрии *n32 усечённых мозаик: 3.2n.2n |
| Симметрия *n32 [n,3]                              | Сферическая                                       | Сферическая                                       | Сферическая                                       | Сферическая                                       | Евклидова                                         | Компактная гиперболич.                            | Компактная гиперболич.                            | Параком- пактная                                  | Некомпактная гиперболич.                          | Некомпактная гиперболич.                          | Некомпактная гиперболич.                          |
| Симметрия *n32 [n,3]                              | *232 [2,3]                                        | *332 [3,3]                                        | *432 [4,3]                                        | *532 [5,3]                                        | *632 [6,3]                                        | *732 [7,3]                                        | *832 [8,3]...                                     | *∞32 [∞,3]                                        | [12i,3]                                           | [9i,3]                                            | [6i,3]                                            |
| ------------------------------------------------- | ------------------------------------------------- | ------------------------------------------------- | ------------------------------------------------- | ------------------------------------------------- | ------------------------------------------------- | ------------------------------------------------- | ------------------------------------------------- | ------------------------------------------------- | ------------------------------------------------- | ------------------------------------------------- | ------------------------------------------------- |
| Усечённые фигуры                                  |                                                   |                                                   |                                                   |                                                   |                                                   |                                                   |                                                   |                                                   |                                                   |                                                   |                                                   |
| Конфигурация                                      | 3.4.4                                             | 3.6.6                                             | 3.8.8                                             | 3.10.10                                           | 3.12.12                                           | 3.14.14                                           | 3.16.16                                           | 3.∞.∞                                             | 3.24i.24i                                         | 3.18i.18i                                         | 3.12i.12i                                         |
| Разделённые фигуры                                |                                                   |                                                   |                                                   |                                                   |                                                   |                                                   |                                                   |                                                   |                                                   |                                                   |                                                   |
| Конфигурация                                      | V3.4.4                                            | V3.6.6                                            | V3.8.8                                            | V3.10.10                                          | V3.12.12                                          | V3.14.14                                          | V3.16.16                                          | V3.∞.∞                                            |                                                   |                                                   |                                                   |

По построению Витхоффа существует восемь гиперболических однородных мозаик,
которые могут основываться на правильной семиугольной мозаике. 
Если рисовать плитки красным на месте исходных граней, жёлтым на месте исходных вершин и синим на месте исходных рёбер, имеется 8 форм.
|                                 |                                  |                               |                                  |                               |                                  |                                     |                                     |
| {7,3}                           | t{7,3}                           | r{7,3}                        | 2t{7,3}=t{3,7}                   | 2r{7,3}={3,7}                 | rr{7,3}                          | tr{7,3}                             | sr{7,3}                             |
| Однородные двойственные мозаики |                                  |                               |                                  |                               |                                  |                                     |                                     |
| node_f1 · 7 · node · 3 · node   | node_f1 · 7 · node_f1 · 3 · node | node · 7 · node_f1 · 3 · node | node · 7 · node_f1 · 3 · node_f1 | node · 7 · node · 3 · node_f1 | node_f1 · 7 · node · 3 · node_f1 | node_f1 · 7 · node_f1 · 3 · node_f1 | node_fh · 7 · node_fh · 3 · node_fh |
|                                 |                                  |                               |                                  |                               |                                  |                                     |                                     |
| V73                             | V3.14.14                         | V3.7.3.7                      | V6.6.7                           | V37                           | V3.4.7.4                         | V4.6.14                             | V3.3.3.3.7                          |

## Смотрите также
- Усечённая шестиугольная мозаика
- Семиугольная мозаика
- Мозаики из выпуклых правильных многоугольников на евклидовой плоскости
- Список однородных мозаик на евклидовой плоскости